# 村本秀岳
村本 秀岳（むらもと ひでたか、1972年5月20日 - ）は、フリーアナウンサー。石川県能美市出身。金沢大学文学部を卒業後、1997年新潟テレビ21に入社。2000年に退社後、東京でフリーとして活躍後、韓国ソウルにて語学留学。
ハングル能力検定試験準2級、環境社会検定試験（eco検定）、夜景鑑賞士、アロマテラピー検定1級の資格を持つ。映画「デスノート the Last name」に出演。身長174cm、血液型AB型。

## かつて担当していた番組
新潟テレビ21時代
- 小野沢裕子のいきいきワイド

フリー転進後
- TBSテレビ「はなまるマーケット」
- 日本テレビ「ザ・ワイド」リポーター
- 「日本文化センター」テレフォンショッピングMC
- テレビ朝日「サンデースクランブル」リポーター